# Хмелівська сотня
Хмелівська сотня — військово-адміністративна одиниця у складі Лубенського полку Гетьманщини. Центр — сотенне містечко Хмелів.

## Історія
Створена при розподілі території Сміленської сотні у складі Лубенського полку для посилення його особового складу, боєздатності та адміністративного зміцнення і податкоспроможності населення. Ліквідована у 1782 р. разом з іншими сотнями Лівобережжя. Територія увійшла до Костянтинівського повіту Чернігівського намісництва.
Сотник — Шкляревич Андрій (1742-1777).